# Bob Backlund
Pour les articles homonymes, voir Backlund.
 (octobre 2024).
Motif : Beaucoup de sources manquantes, Digressions
Robert Louis « Bob » Backlund, né le 14 août 1949 à Princeton, est un catcheur et acteur américain. Il est principalement connu pour son travail à la World Wide Wrestling Federation / World Wrestling Federation (WWWF puis WWF à partir de 1979).
Il est d'abord lutteur à l'université d'État du Dakota du Nord où il est champion NCAA de deuxième division en 1971 dans la catégorie des moins de 190 lb (86 kg). Il devient catcheur en 1973. En 1979, il commence à travailler pour la WWWF en 1977et il y remporte une fois championnat poids lourd de la WWWF et il est brièvement champion par équipes de la WWF avec Pedro Morales.

## Jeunesse
Bob Backlund grandit dans une famille assez pauvre. Il pratique la lutte très tôt et après le lycée obtient une bourse universitaire pour intégrer l'université d'État du Dakota du Nord où il fait partie de l'équipe de football américain et de lutte. Il y devient champion de 2e division de lutte NCAA en 1971 dans la catégorie des moins de 190 lb (86 kg),. L'année suivante, il passe dans la catégorie des poids lourds et se classe 5e du championnat de deuxième division de lutte NCAA. Il termine ses études avec un diplôme en éducation physique. En 1983, l'université d'État du Dakota du Nord va l'honorer en le faisant entrer dans son Hall of Fame.
Une fois ses études terminées, il devient professeur d'éducation physique et sportive dans un lycée de Fargo et espère jouer en National Football League. Il fait partie d'une équipe de football américain d'une ligue mineure durant cette période.

## Carrière de catcheur

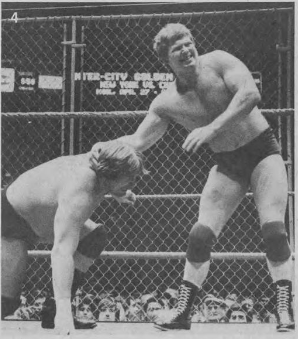
Bob Backlund (à droite) et Stan Hansen lors d'un match de lutte professionnelle le 6 avril 1981.

### Débuts (1973-1977)
Aors qu'il s'entraîne dans une salle de sport de Minneapolis, Backlund rencontre le catcheur Eddie Sharkey (en) qui lui parle de son école. Backlund décide de devenir un de ses élèves. Après quelques mois d'entraînement, il part travailler à la National Wrestling Alliance Tri-State (NWA Tri-State) ; une fédération couvrant l'Oklahoma, l'Arkansas et la Louisiane. Il y reste très peu de temps avant de partir en Floride et au Texas. C'est au Texas à la Western States Sports, une fédération d'Amarillo membre de la NWA, qu'il remporte son premier titre le 9 mars 1974 en battant Terry Funk pour devenir champion poids lourd de la Western States Sports. Ce règne prend fin le 23 mai après sa défaite face à Karl Von Steiger. Il a un second règne de champion poids lourd de la Western States Sports en août de la même année jusqu'au 10 septembre.

### World Wide Wrestling Federation / World Wrestling Federation (1977-1984)
Début 1977, Backlund a signé avec la World Wide Wrestling Federation de Vincent James McMahon. Backlund a été managé par "le Golden Boy" Arnold Skaaland dès ses débuts. Moins de 4 mois après ses débuts à la WWWF, Backlund a reçu son premier match de championnat, pour le WWWF Championship, contre "Superstar" Billy Graham où il a perdu par décompte à l'extérieur. Au cours de 1977, Backlund reçut plusieurs chances supplémentaires. Il y eut d'abord un double décompte à l'extérieur puis Backlund défit Graham, mais seulement par décompte extérieur. Le 20 février 1978 au célèbre Madison Square Garden, Backlund a finalement obtenu l'insaisissable victoire par tombé sur Billy Graham qui a permis à Backlund de venir enfin WWWF Champion. Backlund a remporté le match malgré le fait que la jambe de Graham était sur la corde pendant le compte de trois.
Trois jours après avoir remporté le titre WWWF, Backlund conbattit le NWA World Heavyweight Champion Harley Race dans un "WWWF vs NWA" match pour le titre. Backlund conserva son titre après que le délai de durée du match (60 minutes) fut atteint. Il dut défendre plusieurs fois son titre, contre Nick Bockwinkel, Harley Race (quatre fois) et Ric Flair. Il battit également le japonais Antonio Inoki. Backlund a aussi vaincu le champion de Floride Don Muraco. En 1982, Backlund a lutté contre le "Champion International" Billy Robinson à Montréal.
Le 9 août 1980, Backlund a fait équipe avec Pedro Morales pour devenir WWF World Tag Team Champion contre The Wild Samoans à Showdown at Shea. Backlund et Morales ont été contraints de laisser le titre vacant en raison d'une règle de la WWF précisant que nul ne peut tenir deux championnats en même temps. Backlund a rencontré plus de succès par équipe en fin d'année, quand, avec Antonio Inoki, il a remporté la MSG Tag Team Tournament League avec une victoire sur Hulk Hogan et Stan Hansen, le 10 décembre 1980, à Osaka, au Japon. Backlund et Inoki ont terminé le tournoi avec sept victoires et deux décisions de double décompte à l'extérieur pour remporter la victoire.

### Fin d'une époque
Après avoir été populaire auprès des fans dès le début, par les derniers mois de son règne, de nombreux fans avaient fini par être lassés de "Howdy Doody". Finalement, le nouveau propriétaire, Vincent Kennedy McMahon qui avait récemment acheté la société à son père, a voulu donner le titre au charismatique Hulk Hogan, plus apprécié par le public. McMahon voulait simplement faire perdre Backlund contre Hogan, mais quand celui-ci refusa, il a, par conséquent, eu besoin d'un champion de transistion entre Backlund et Hogan. Le 26 décembre 1983, Backlund, agressé plus tôt lors d'un segment par The Iron Sheik perdit le titre après que son manager Arnold Skaaland lança la serviette (signe d'abandon) pendant que le Sheik lui portait le Camel Clutch.Backlund, qui n'avait pas abandonné de lui-même lors de sa défaite s'est vu ensuite refuser un match revanche automatique. Hulk Hogan reçut un match de championnat, qu'il gagna. Backlund a continué à travailler pour le WWF pendant un certain temps après le changement de titre, mais n'a plus eu de chance pour le titre. Le 4 août 1984, Backlund défait Salvatore Bellomo dans le dernier match à la WWF après 8 ans de services.

### Retour à la WWF (1992-1997)
En 1992, Backlund est retourné à la WWF, qui était très différente de celle qu'il avait laissé près d'une décennie plus tôt. En son absence, la société avait grandi pour devenir une promotion de lutte internationale, principalement en raison des lutteurs de la "Rock 'n' Wrestling Connection" ère dont Hulk Hogan avait marqué le début en 8 ans plus tôt. Backlund, dont le personnage est resté le même qu'il était dans son apogée, semble être en décalage avec l'évolution de la WWF. Beaucoup de fans ne se souvenaient même pas de lui, une grande partie du public de ce moment-là était arrivée lors de l'expansion internationale. Cette période fut sans grande importance, Backlund ne se voyant attribuer que des rôles mineurs. Il réalisa quand même une performance légendaire au Royal Rumble 1993. En effet, entré 2e, il fut l'avant dernier éliminé mais surtout resta 1 heure, 1 minute et 10 secondes sur le ring, établissant un record qui ne sera battu qu'en 2004 par Chris Benoit, pour 20 secondes. Backlund apparut à WrestleMania IX, s'inclinant face à Razor Ramon.
Le 28 juillet 1994, Backlund eut un match "ancienne vs nouvelle génération" contre le WWF Champion du moment, Bret Hart avec le titre en jeu. Il perdit le match après une tricherie de Hart. Backlund se mit en colère et prit Hart dans le Chickenwing Crossface.
Peu de temps après son match avec Hart, dans un épisode de Monday Night Raw, un Backlund changé a expliqué qu'il devait encore être considéré comme le champion WWF, The Iron Sheik n'avait jamais gagné contre lui, et qu'il ne s'était pas soumis au Camel clutch. Son heel turn était lancé. Backlund voulait donner une leçon à la nouvelle génération. Il apparaissait en costume d'affaires, avait une personnalité hyperactive, et utilisait (souvent mal) les grands mots pour montrer son importance. Il a également exigé qu'on lui parle en tant que Mr. Backlund. Il dit qu'il ne ferait que signer des autographes pour les fans de catch si l'on pouvait réciter les noms de tous les présidents américains dans l'ordre chronologique. De nombreuses fois, il attaqua des lutteurs et autres employés de la WWF et les plaça dans le chickenwing crossface. Ces victimes comprenaient Duke "The Dumpster" Droese, Lou Gianfriddo de WWF Magazine, et son ancien manager Arnold Skaaland, auquel il reprochait de lui avoir coûté le titre de la WWF onze ans plus tôt.
Le 23 novembre 1994 au Survivor Series à San Antonio, Texas, Backlund combattit Bret Hart dans un « I Quit » match pour le WWF Championship. Avec le frère de Bret, Owen, dans son coin et The British Bulldog dans celui de Bret. En fin de match, le Bulldog courut après Owen, qui avait frappé le dos de l'arbitre pour casser une soumission, mais il se manqua et a frappé l'escalier du ring tête la première. Alors que Bret se leva pour discuter avec son frère, Backlund a profité et l'a pris dans le Chickenwing Crossface. Hart a été enfermé huit minutes et demie, mais a refusé d'abandonner. Owen qui semblait montrer de la compassion pour Brett décida d'aller chercher ses parents Stu et Hélène, qui étaient assis au bord du ring. Il leur donna la serviette qu'il transportait tout le temps. Si Stu ou Helen la lançait, ils abandonneraient pour Bret. Owen, qui simulait toujours son inquiétude, à supplié ses parents de jeter l'éponge pour sauver Bret. Après plusieurs minutes, Helen Hart a craqué et jeté la serviette alors que Stu l'ancien catcheur et entraîneur semblait montrer plus de détermination en empêchant presque sa femme mais la compassion et l'amour de la mère eu le dessus.
Le second règne de Backlund en tant que WWF Champion est de courte durée. Il perdit le titre le 26 novembre face à Diesel dans un house show au Madison Square Garden. Ce match fut extrêmement rapide : Diesel mit simplement à Backlund quelques coups de pied dans l'estomac et sa Jackknife Powerbomb puis fit le tombé. Le match dure à peine huit secondes. Pendant des semaines, les fans se moquent de Backlund avec des chants de « Huit secondes ! Huit secondes ! » Ce match, est le plus rapide match pour le championnat WWF de l'histoire.
Après la perte du titre, Backlund a commencé à travailler de moins en moins, n'apparaissant plus lors des Main Events. Son dernier match est un « I Quit » match contre Bret Hart à WrestleMania XI le 2 avril 1995. Il a perdu, bien que de nombreux téléspectateurs ont noté que Backlund n'a jamais dit, « I Quit ». Il hurlait dans le micro sans dire « I Quit » mais l'arbitre spécial du match Roddy Piper interprète les cris de Backlund comme un abandon.
Pendant une brève période, entre 1996 et 1997, Backlund a uni ses forces avec son vieil ennemi The Iron Sheik pour manger The Sultan.

### Retour à la WWF (2000)
Il retourna sur les rings lors du Royal Rumble 2000. Après cela, il devient brièvement manager du Intercontinental & European Champion Kurt Angle. Pendant cette période, il enseigna le Chickenwing Crossface à Angle.

### Total Nonstop Action Wrestling et World Wrestling Entertainment (2007)
Après de nombreuses références à Backlund par Kevin Nash, Backlund a officiellement fait ses débuts à la Total Nonstop Action Wrestling en janvier 2007, au pay-per-wiew Final Resolution lors du match entre Alex Shelley et Austin Starr.
Backlund commença à faire des apparitions régulières à TNA iMPACT! Au cours de ses apparitions sur Impact!, il a été considéré comme fou par les annonceurs West Don et Mike Tenay, en référence à son gimmick de Mr. Backlund.
Backlund fit son retour sur le ring à Slammiversary et défit Alex Shelley. Il voulait continuer à faire perdre à l'équipe d'Alex Shelley et Chris Sabin (gérés par Nash) avec son partenaire Jerry Lynn à Victory Road. Il ne réapparut plus à la TNA.
y
Lors du 15e anniversaire de RAW, le 10 décembre 2007, Backlund a participé à une Battle Royal qui impliquait 15 légendes. Backlund a été rapidement éliminé du match par Skinner (en).

### Retour à la World Wrestling Entertainment (2012-2017)
Bob Backlund fait une apparition sur le ring le 9 juillet 2012 à RAW et se fait agresser par Heath Slater. Ce dernier subit le "Crossface Chickenwing", la prise de soumission de Bob Backlund. Cette opposition n'est pas cataloguée comme match officiel.
Le 06 avril 2013, il est intronisé au Hall of Fame, lors de cette cérémonie, il remercie tout particulièrement Maria Menounos qui la introduit, et fait plusieurs fois références à John Cena, en lui disant par exemple : "Never Give Up, That's Right Mister Cena?".
Puis à la fin de son intronisation, il fait semblant de porter son crossface sur Triple H avant que celui-ci ne lui lève le bras.

#### Manager de Darren Young et Départ (2016)
En 2016, il devient le manager de Darren Young.
Son rôle de manager prend fin lorsque Darren Young quitte la WWE en octobre.

## Vie personnelle
Backlund et son épouse, Corki (professeur de physique), ont une fille nommée Carrie. Ils habitent à Glastonbury, Connecticut.
Les ancêtres de Backlund sont suédois.

## Palmarès
- Championship Wrestling from Florida 
  - 1 fois NWA Florida Tag Team Championship – avec Steve Keirn

- Georgia Championship Wrestling
  - 1 fois NWA Georgia Tag Team Championship – avec Jack Brisco
  - NWA Western States Sports
  - 3 fois NWA Western States Heavyweight Championship

- Pro Wrestling Illustrated
  - Match de l'année[10]
    - 1978 vs. Billy Graham le 20 février
    - 1982 vs. Jimmy Snuka dans un cage match le 28 juin

  - Catcheur le plus détesté de l'année en 1994[11]
  - Catcheur le plus inspiré de l'année en 1977 et 1981[12]
  - Débutant de l'année (1976)[13]
  - Catcheur de l'année en 1980 et 1982[14]
  - Classé 7e des 500 meilleurs catcheurs de tous les temps en 2003[15]

- Membre du Professional Wrestling Hall of Fame and Museum (catégorie Ere moderne) depuis 2008

- St. Louis Wrestling Club 
  - 1 fois NWA Missouri Heavyweight Championship

- World Wide Wrestling Federation/World Wrestling Federation
  - 1 fois WWF Tag Team Championship avec Pedro Morales
  - 2 fois WWWF/WWF Championship[16]

- Wrestle Association R 
  - 1 fois WAR World Six-Man Tag Team Championship avec Scott Putski et The Warlord

- Wrestling Observer Newsletter awards
  - Meilleur catcheur technique (1980)
  - Match de l'année (1980) vs. Ken Patera dans un Texas Death match le 19 mai à New York City, New York[17]
  - Catcheur le plus surestimé (1983)[18]
  - Membre du Wrestling Observer Hall of Fame (depuis 2004)

- World Wrestling Entertainment
  - Membre du Hall of Fame de 2013